# Adidas Telstar 18
Adidas Telstar 18 là quả bóng chính thức của Giải vô địch bóng đá thế giới 2018 tại Liên bang Nga và được sử dụng ở vòng bảng của giải đấu này. Bóng được thiết kế bởi công ty Adidas, một đối tác FIFA và nhà cung cấp bóng thi đấu chính thức của Giải vô địch bóng đá thế giới từ năm 1970, và dựa trên trái bóng World Cup đầu tiên của Adidas.
Telstar 18 được Lionel Messi giới thiệu tại Moskva vào ngày 9 tháng 11 năm 2017.

## Đặt tên
Tên của quả bóng đã được tiết lộ vào ngày 9 tháng 11 năm 2017 tại buổi thuyết trình chính thức ở Moskva (Moscow) bởi Lionel Messi, người đoạt giải Quả bóng Vàng tại Giải vô địch bóng đá thế giới 2014, và được những người chiến thắng Cúp Thế giới trong những năm khác nhau: Zinedine Zidane, Kaká, Alessandro Del Piero, Xabi Alonso và Lukas Podolski. Telstar 18 tỏ lòng tôn kính đến quả bóng trận đấu Cúp Thế giới đầu tiên của Adidas, được đặt tên là Telstar, được đặt tên theo sự tương đồng với vệ tinh thông tin Telstar ban đầu. Từ "Telstar" là sự kết hợp của các từ "truyền hình" và "ngôi sao".

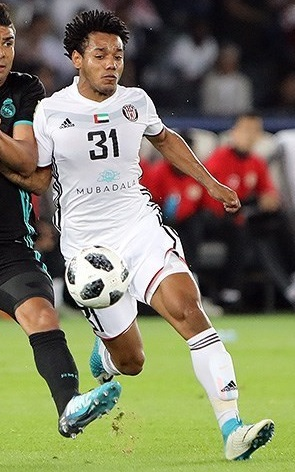
Adidas Telstar 18 đang được sử dụng trong trận bán kết của Giải vô địch bóng đá các câu lạc bộ thế giới 2017 giữa Al-Jazira và Real Madrid.

## Thiết kế
Telstar ban đầu được sử dụng trong Giải vô địch bóng đá thế giới 1970 là bóng đá đầu tiên cho thấy một mẫu màu đen và màu trắng. Điều này đã được thực hiện để đảm bảo rằng khán giả truyền hình sẽ biết bóng ở đâu trong khi trò chơi đang hoạt động, do nhiều ti vi vào thời điểm thể thao màn hình màu đen và màu trắng (truyền hình màu vẫn còn hiếm ở nhiều nơi trên thế giới trong thời đại này). Mặc dù Telstar có 32 miếng ghép, Telstar 18 có sáu miếng kết cấu. Các miếng bóng không được khâu mà được dán liên hoàn lại với nhau.
Bóng có một chip kết nối trường gần (NFC) được nhúng. Tuy nhiên, bóng không có giá trị đối với cầu thủ, không cung cấp thông tin về cú đá hoặc đầu của quả bóng, mặc dù Adidas đã cung cấp điều này trong một bóng đá trước đó. Người tiêu dùng mua Telstar 18 có thể kết nối với chip bằng cách sử dụng điện thoại thông minh để truy cập nội dung và thông tin duy nhất cho quả bóng đó, được cá nhân hóa và bản địa hóa, cung cấp cho người tiêu dùng tương tác theo chủ đề trong cuộc thi sắp tới của Cúp Thế giới.

## Sản xuất
Các quả bóng Telstar 18 được sản xuất bởi Forward Sports ở Sialkot, Pakistan.

## Rò rỉ
Một số chi tiết của quả bóng đã bị rò rỉ hai tuần trước khi chính thức tiết lộ, khi một bức ảnh được đăng trực tuyến bởi footyheadlines.com.